# Albert Graham Ingalls
Albert Graham (Unk) Ingalls (* 16. Januar 1888 in Elmira oder Watkins Glen, New York; † 13. August 1958 in Cranford, New Jersey) war ein US-amerikanischer Astronom und Redakteur.

## Leben
Albert Graham Ingalls wurde in Watkins Glen im US-Bundesstaat New York als Einzelkind geboren. 1914 machte er seinen Abschluss an der Cornell-Universität. Danach arbeitete er in den unterschiedlichsten Berufen, darunter als Telegraphist, bis er in die National Guard New Yorks eintrat und in Frankreich am Ersten Weltkrieg teilnahm.
1923 trat er in die Redaktion des Scientific American ein und arbeitete dort bis zu seiner Pensionierung im Jahre 1955 als Redakteur. Sein Hauptinteresse galt der Astronomie und der Konstruktion von Teleskopen. Während seines 30-jährigen Berufslebens bildete er zusammen mit Russell Porter den harten Kern der Gemeinschaft amerikanischer Teleskopbauamateure. Er schrieb im Scientific American eine regelmäßige Kolumne über Amateurastronomie. Sein zweibändiges Werk über den Bau von Amateurteleskopen wuchs später zu einer dreibändigen Ausgabe heran.
1955 trat er in den Ruhestand und bereiste den Bundesstaat New York. Er betrieb Ahnenforschung, bis er von einem Auto angefahren wurde. Nach diesem Unfall blieb er gelähmt und starb ein Jahr später 70-jährig an den Folgen seiner Verletzungen.
Der Krater Ingalls auf dem Mond wurde 1970 nach ihm benannt, 2021 der Asteroid (95971) Unkingalls.